# ハロルド・ジェフリーズ
サー・ハロルド・ジェフリーズ（Sir Harold Jeffreys、1891年4月22日 – 1989年3月18日）は、イギリスの数学者・統計学者・地球物理学者・天文学者・地球科学者である。

## 生涯

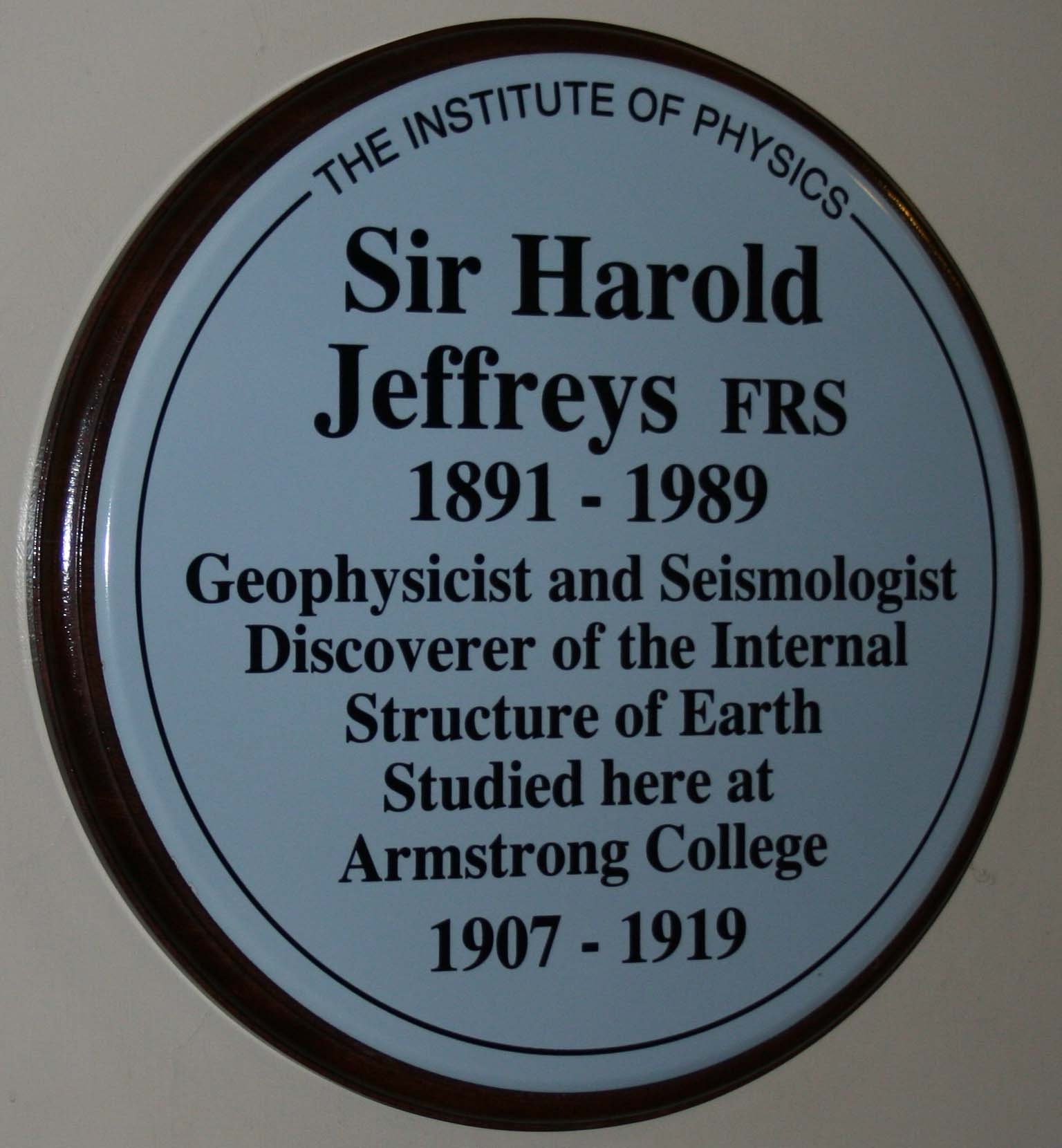
ニューキャッスル大学にあるジェフリーズの業績を記念した銘板

イギリス、ダラム州のファットフィールドに生まれた。当時ダラム大学に属していたニューキャッスルのアームストロング・カレッジ（現在はダラム大学の一部）に学んだ後、ケンブリッジ大学のセント・ジョンズ・カレッジ(en)で学び1914年に研究職になり、数学、地球物理学などを教え、ケンブリッジ大学の伝統のある天文学の教授職 Plumian Professor についた。 妻の Bertha Swirles (1903-1999) も数学者、物理学者で1940年に共著 Methods of Mathematical Physicsを執筆した。
統計学の分野ではジェフリーズ事前分布 (Jeffreys prior) に名前が残されている。地球内部の構造についてのモデルを提案し、キース・ブレン（Keith Edward Bullen：1906-1976）と共に地震波のJEFFREYS−BULLENの標準走時曲線などに名前が残されている。
アルフレート・ヴェーゲナーの大陸移動説に対しては、大陸移動を生じさせる原動力を説明できていなかったことから否定的だった。1925年王立協会フェロー選出。

## 賞・叙勲等
- 1926年: アダムズ賞（ケンブリッジ大学）
- 1929年: バカン賞 (Buchan Prize) （イギリス王立気象学会）
- 1937年: 王立天文学会ゴールドメダル（イギリス王立天文学会）
- 1939年: マーチソン・メダル（ロンドン地質学会）
- 1948年: ラグランジェ賞（ブリュッセル・アカデミー）、ロイヤル・メダル（王立協会）
- 1952年: ウィリアム・ボウイ・メダル（アメリカ地球物理学連合）、ベーカリアン・メダル]（王立協会）
- 1961年: コプリ・メダル（王立協会）
- 1962年: ガイ・メダル金メダル
- 1964年: ウォラストン・メダル（ロンドン地質学会）